# Nazionale maschile di baseball dei Paesi Bassi
La nazionale maschile di baseball olandese rappresenta il Regno dei Paesi Bassi nelle competizioni internazionali, come i campionati europei di baseball o il campionato mondiale di baseball organizzato dalla International Baseball Federation. È la principale nazionale europea come dimostra il 6º posto nel ranking mondiale e i 20 titoli europei in 32 edizioni totali. Tale dominio è stato scalfito in certi periodi solo dall'Italia, capace di vincere dieci titoli europei. Attualmente i Paesi Bassi sono comunque campioni d'Europa.
A differenza di altri sport di squadra, la nazionale Orange rappresenta non solo lo stato europeo dei Paesi Bassi ma tutte dipendenze che costituiscono il Regno. Ciò permette pertanto l'utilizzo degli atleti provenienti dalle nazioni dei Caraibi e dalle Antille Olandesi sotto il dominio olandese dove il baseball è altamente diffuso e a questi spesso si aggiungono alcuni statunitensi di origini olandesi.

## Piazzamenti

### Giochi olimpici
- 1992 : non qualificata
- 1996 : 5°
- 2000 : 5°
- 2004 : 6°
- 2008 : 7°
- 2020: non qualificata

### World Baseball Classic
- 2006 : eliminata nella prima fase[1]
- 2009 : eliminata nella seconda fase[1]
- 2013 : 4°[1]
- 2017 : 4°[1]

### Campionato mondiale di baseball
- 1970 : 10°
- 1971 : non qualificata
- 1972 : non qualificata
- 1973 : 7°
- 1974 : non qualificata
- 1976 : 11°
- 1978 : 7°

- 1980 : 12°
- 1982 : 6°
- 1984 : 13°
- 1986 : 9°
- 1988 : 10°
- 1990 : 9°
- 1994 : 10°

- 1998 : 6°
- 2001 : 7°
- 2003 : 9°
- 2005 : 4°
- 2007 : 4°
- 2009 : 6°
- 2011 :  Campione

### Campionati europei di baseball
- 1954 : non qualificata
- 1955 :  Campione
- 1956 :  Campione
- 1957 :  Campione
- 1958 :  Campione
- 1960 :  Campione
- 1962 :  Campione
- 1964 :  Campione
- 1965 :  Campione
- 1967 : non qualificata

- 1969 :  Campione
- 1971 :  Campione
- 1973 :  Campione
- 1975 :  2°
- 1977 :  2°
- 1979 :  2°
- 1981 :  Campione
- 1983 :  2°
- 1985 :  Campione
- 1987 :  Campione

- 1989 :  2°
- 1991 :  2°
- 1993 :  Campione
- 1995 :  Campione
- 1997 :  2°
- 1999 :  Campione
- 2001 :  Campione
- 2003 :  Campione
- 2005 :  Campione
- 2007 :  Campione

- 2010 :  2°
- 2012 :  2°
- 2014 :  Campione
- 2016 :  Campione
- 2019 :  Campione
- 2021 :  Campione
- 2023 :  3°

### Coppa intercontinentale di baseball
- 1973 - 1981: non qualificata
- 1983: 4°
- 1985 - 1997: non qualificata
- 1999: 8°
- 2002: 8°
- 2006:  2°
- 2010:  2°